# 塔納河郡

在肯尼亚的位置

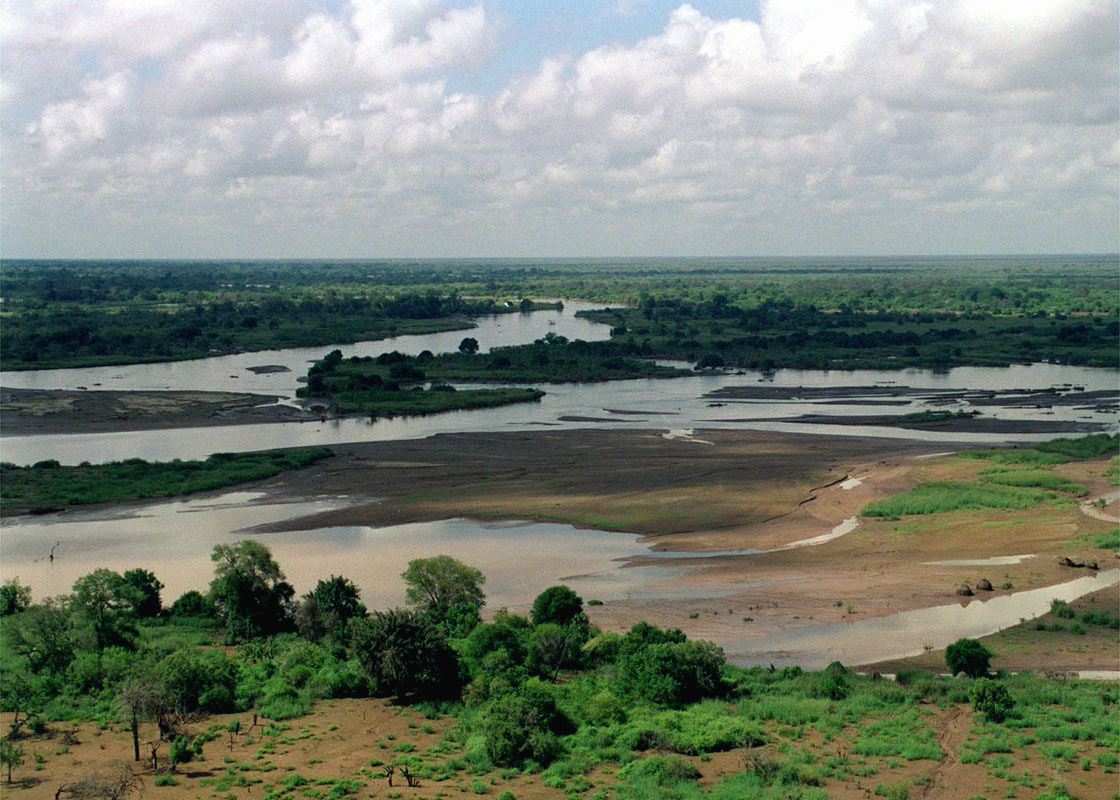

1°30′S 40°0′E / 1.500°S 40.000°E
塔納河郡，是肯尼亚的一個郡，位於該國東南部，首府設於加洛萊，始建於2013年3月4日，面積35,376平方公里，2009年人口240,075，人口密度每平方公里6.79人。